# Réduction de Béchamp
La réduction de Béchamp est utilisée pour réduire les composés nitrés aromatiques en leurs anilines correspondantes, en utilisant du fer et de l'acide chlorhydrique.
Cette réaction est utilisée à l'origine pour produire de grandes quantités d'aniline pour l'industrie, mais l'hydrogénation catalytique est la méthode préférée. La réaction de Béchamp présente un intérêt en tant que voie d'accès aux pigments d'oxyde de fer.

## Historique et portée de la réaction
La réaction est d'abord utilisée par Antoine Béchamp pour réduire le nitronaphtalène et le nitrobenzène en naphtylamine et aniline, respectivement. La réduction de Béchamp est largement applicable aux composés nitrés aromatiques,,.
Les composés nitrés aliphatiques sont cependant plus difficiles à réduire, restant souvent sous forme d'hydroxylamine. Les composés nitrés aliphatiques tertiaires, cependant, sont convertis avec un bon rendement en composé amine en utilisant la réduction de Béchamp.

## Mécanisme proposé
Le mécanisme actuellement proposé se déroule en plusieurs étapes. Tout d'abord, le groupe nitro est réduit en un groupe nitroso, suivi, par une réaction d'hydratation, d'un groupe hydroxylamine. Une autre étape de réduction donne ensuite l'amine.